# Upuna borneensis
Upuna borneensis är en tvåhjärtbladig växtart som beskrevs av Symington. Upuna borneensis ingår i släktet Upuna och familjen Dipterocarpaceae. Inga underarter finns listade i Catalogue of Life.

## Bildgalleri

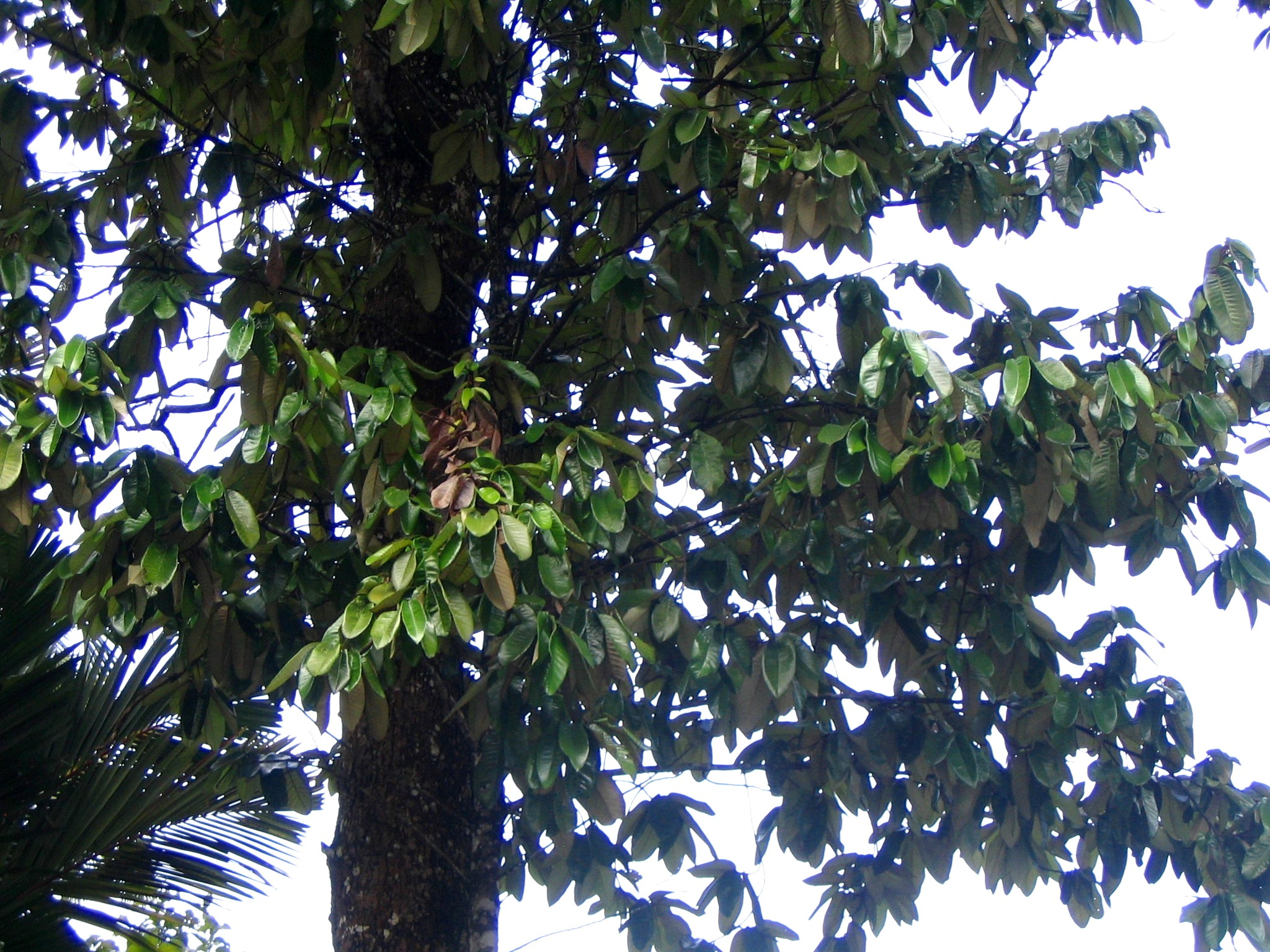